# Sybra ochreomarmorata
Sybra ochreomarmorata är en skalbaggsart som beskrevs av Stefan von Breuning 1966. Sybra ochreomarmorata ingår i släktet Sybra och familjen långhorningar.
Artens utbredningsområde är Filippinerna. Inga underarter finns listade i Catalogue of Life.